# Jean Louis Joseph Derouet
Jean Derouet (1866-1914), missionnaire français de la Congrégation du Saint-Esprit, fut un évêque responsable du Congo français.

## Biographie
Jean Louis Joseph Derouet est né le 31 janvier 1866 à Saint-Denis-de-Villenette dans l'Orne. Il est mort le 4 mars 1914 à Loango.
Il est le fils de Louis Jean-Baptiste Alexandre Derouet et de Marie Louise Durand.

### Père de la congrégation du Saint-Esprit
Jean Dérouet était diacre au grand séminaire de Séez, lorsqu'il entra dans la congrégation du Saint-Esprit. Il est ordonné prêtre le 20 décembre 1890.  
Il fit sa profession le 4 octobre 1891. Vingt jours après, il partait pour le Congo français où le vénéré Mgr Carrie discerna tout de suite son mérite et le retint au chef-lieu de la mission pour y diriger le séminaire indigène. 
Arrivé jeune prêtre à Loango en 1891, il a formé de sept ou huit prêtres indigènes et parlait la langue vili. 
Il était, en 1906, supérieur de la mission de Loango et pro-vicaire lorsque l'ordre lui vint de rentrer en France où l'on s'occupait de trouver un successeur à Mgr Carrie.

### Vicaire apostolique
Le 2 janvier 1907, il est nommé évêque titulaire (in partibus) de Camachus (de) et vicaire apostolique pour le Bas-Congo français, devenu plus tard Vicariat apostolique de Loango . Il est consacré le 3 février 1907 par Alexandre-Louis-Victor-Aimé Le Roy, évêque titulaire d'Alinda (de) dans la chapelle du saint-Esprit à Chevilly-Larue, avec comme co-consécrateurs Jean-Marie-Raoul Le Bas de Courmont et Jean Martin Adam (it).
| Jean-Louis Derouet                                                   |
| Extrait du certificat de décès N°2 de la circonscription du Kouilou. |
|                                                                      |
| Extrait du certificat de décès N°2 de la circonscription du Kouilou. |